# 根伯什·久洛
根伯什·久洛（匈牙利語：Gyula Gömbös de Jákfa，1886年12月26日—1936年10月6日），是匈牙利王國時期的政治家、統一黨領導人和軍人。他于1932年10月1日至去世为止一直擔任匈牙利總理，其任內積極推行修約運動，實施親意大利的外交政策。

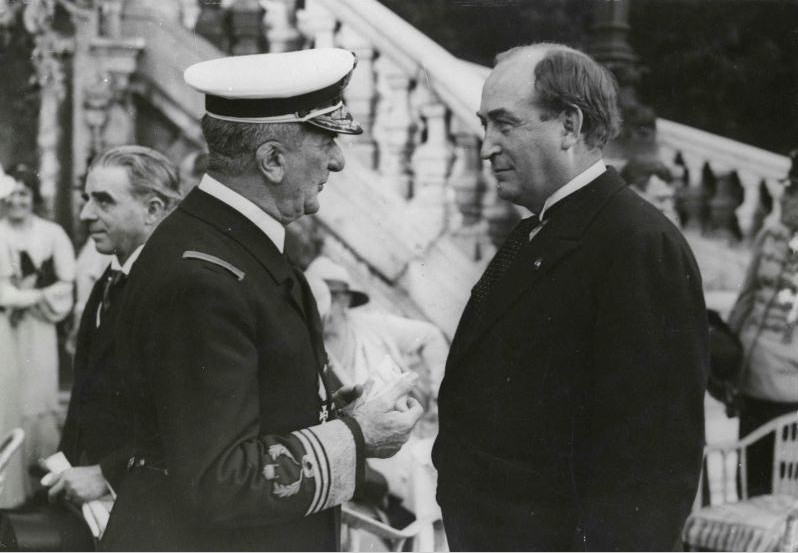
霍爾蒂·米克洛什與根伯什·久洛 (1935年)

1935年議會大選之後，根伯什希望在匈牙利進一步推行法西斯主義、極右翼模式改革以建立獨裁政權。他在政府內部廣泛安插自己的支持者，並通過說服霍爾蒂干預選舉、解散議會，以及迫使反對派軍官退役來鞏固其執政。然而當他試圖清算貝特倫為首的保守派陣營，此舉招致了霍爾蒂的厭惡。隨著「泰萊基-貝特倫-霍爾蒂集團」的建立，根伯什的施政受到了極大的制約，他也因為霍爾蒂對其的冷落而無法繼續維持強力統治。

## 延伸阅读
- Kürti, László. . Blamires, Cyprian  (编).  1. Santa Barbara, California: ABC-CLIO: 285–286. 2006. ISBN 1-57607-940-6.